# Ogho-Oghene Egwero
Ogho-Oghene Omano Egwero (né le 26 novembre 1988 à Egbo) est un athlète nigérian, spécialiste des épreuves de sprint. 

## Biographie
Il remporte la médaille d'or du relais 4 × 100 m lors des Jeux africains de 2011, à Maputo, au Mozambique, en compagnie de Peter Emelieze, 
Obinna Metu et Benjamin Adukwu. L'année suivante, il décroche la médaille d'argent du 4 × 100 m au cours des championnats d'Afrique 2012 de Porto-Novo.
En 2015, il termine deuxième du 100 m des Jeux africains de Brazzaville, derrière l'Ivoirien Ben Youssef Meïté, après avoir égalé son record personnel (10 s 06) en demi-finale.

## Palmarès
| Date | Compétition            | Lieu        | Résultat | Épreuve   | Temps   |
| ---- | ---------------------- | ----------- | -------- | --------- | ------- |
| 2010 | Championnats d'Afrique | Nairobi     | 5e       | 100 m     | 10 s 26 |
| 2010 | Championnats d'Afrique | Nairobi     | 2e       | 4 × 100 m | 39 s 22 |
| 2011 | Jeux africains         | Maputo      | 4e       | 100 m     | 10 s 31 |
| 2011 | Jeux africains         | Maputo      | 1er      | 4 × 100 m | 38 s 93 |
| 2012 | Championnats d'Afrique | Porto-Novo  | 7e       | 100 m     | 10 s 47 |
| 2012 | Championnats d'Afrique | Porto-Novo  | 2e       | 4 × 100 m | 39 s 34 |
| 2014 | Championnats d'Afrique | Marrakech   | 5e       | 100 m     | 10 s 28 |
| 2014 | Championnats d'Afrique | Marrakech   | 1er      | 4 × 100 m | 38 s 80 |
| 2014 | Coupe continentale     | Marrakech   | 3e       | 4 × 100 m | 39 s 10 |
| 2015 | Jeux africains         | Brazzaville | 2e       | 100 m     | 10 s 17 |
| 2018 | Jeux du Commonwealth   | Gold Coast  | finale   | 4 x 100 m | DQ      |
| 2018 | Championnats d'Afrique | Asaba       | 2e       | 4 × 100 m | 38 s 74 |
| 2019 | Jeux africains         | Rabat       | 6e       | 200 m     | 21 s 00 |

## Records
| Épreuve | Temps   | Lieu        | Date              |
| ------- | ------- | ----------- | ----------------- |
| 100 m   | 10 s 06 | Maputo      | 12 septembre 2011 |
| 100 m   | 10 s 06 | Brazzaville | 13 septembre 2015 |
| 200 m   | 20 s 60 | Warri       | 31 juillet 2015   |